# Bán phá giá
Bán phá giá là một dạng của định giá săn mồi, nhất là trong khung cảnh của thương mại quốc tế. Các sản phẩm bán vào một thị trường ở một nước khác, với giá bán ở mức dưới giá thành sản xuất, thì được xem là bán phá giá, và có thể phải chịu các cuộc điều tra và bị trừng phạt. Bán phá giá là tổng hợp những biện pháp bán hạ giá một số mặt hàng xuất khẩu nào đó để cạnh tranh, nhưng có hiệu quả với những bạn hàng khác trên thị trường thế giới. Mục tiêu là đánh bại đối thủ cạnh tranh, chiếm lĩnh thị trường nước ngoài, hoặc kiếm ngoại tệ khẩn cấp, và có khi cả mục tiêu chính trị nữa.

## Quy trình điều tra về bán phá giá
Quy trình điều tra về việc bán phá giá bài bản nhất thường có 10 bước.

### Bắt đầu vụ kiện
Để bắt đầu vụ kiện, những người khởi kiện phải nộp đơn kiện với đầy đủ bằng chứng cần thiết và ước định được mức thiệt hại mà hành động bán phá giá đó gây ra.
Đơn kiện cũng cần xác định được chính xác chủng loại hàng hóa và danh tính của các công ty bị kiện là bán phá giá.
Sau khi tiếp nhận đơn, cơ quan có thẩm quyền sẽ chỉ bắt đầu vụ kiện khi người nộp đơn là đại diện hợp pháp cho ngành hàng đó. Thông thường các hội, hiệp hội đại diện cho ngành hàng ở tầm quốc gia hay khu vực mới đủ khả năng đại diện. Tại Hoa Kỳ, đại diện có thể là hội, hiệp hội các bang. Cơ quan có thẩm quyền cũng sẽ xem xét xem các bằng chứng ban đầu có đủ mức để bắt đầu vụ kiện không.

### Điều tra sơ bộ
Việc điều tra sơ bộ được tiến hành chủ yếu để xác định hai nhóm vấn đề:
- Thứ nhất: Có thực người bị kiện bán phá giá hay không và mức độ phá giá là bao nhiêu.
- Thứ hai: Có thiệt hại với ngành sản xuất nội địa hay không (nơi phát đơn kiện) và thiệt hại đó có hoàn toàn, có thực sự do việc bán phá giá trên hay không.

Thông tin liên quan được xác định thông qua bảng câu hỏi được gửi và thu thập trực tiếp từ cả phía nguyên đơn và bị đơn. Các bên trong vụ kiện chỉ có cách hợp tác chặt chẽ, cung cấp thông tin đầy đủ, đúng yêu cầu và hiệu quả với cơ quan điều tra.
Việc thu thập thêm thông tin từ các nguồn, tìm và xác minh các bằng chứng liên quan cũng đồng thời được tiến hành nhằm làm cho quá trình đánh giá thêm khách quan.

### Kết luận vụ kiện
Trên cơ sở các dữ kiện thu thập được, cơ quan điều tra sẽ họp để nhận định và đưa ra kết luận về vụ việc bán phá giá. Kết luận này phải đánh giá được nhiều vấn đề liên quan chủ yếu trên cơ sở định lượng.

### Áp dụng biện pháp tạm thời
Nếu kết luận của cơ quan điều tra là có việc bán phá giá thì các biện pháp tạm thời sẽ lập tức được đưa ra nhằm hạn chế hậu quả của việc bán phá giá này.
Các biện pháp được biết đến có thể là (1) Đặt cọc, ký quỹ một số tiền nhất định và (2) Áp thuế (bổ sung) tạm thời đối với các mặt hàng bị kiện là bán phá giá.
Biện pháp tạm thời có thể được sửa đổi trong thời gian sau đó.

### Cam kết về giá
Ngay sau khi đã có kết luận sơ bộ về việc bán phá giá là có thật và gây thiệt hại cho các nhà sản xuất nội địa. Bên xuất khẩu (thường là từ nước bị kiện) và bên nhập khẩu (thường là từ nước đi kiện) cần phải họp với nhau để đạt được một cam kết về giá.
Các loại thỏa thuận về giá có thể đạt được là 
- Bên xuất khẩu cam kết tăng giá bán đến mức xấp xỉ giá của nhà sản xuất nội địa (song vẫn đảm bảo cạnh tranh.
- Ngừng xuất khẩu với giá bị cho là phá giá.
- Chấp nhận bị áp dụng quota với mặt hàng đó.
- Chấp nhận bị áp thuế bổ sung.

Biện pháp cam kết này không áp hàng loạt mà áp tùy theo từng nhà xuất khẩu. Việc áp chế chỉ chấm dứt khi được xem là đã thích hợp và không có kiện cáo nào từ các nhà sản xuất nội địa nữa.

### Tiếp tục điều tra
Biện pháp này được thực hiện nhằm thu thập thêm thông tin, chứng cứ để kết luận chính xác hơn. Quá trình này cũng nhằm thu thập các phản hồi và tác động với các bên liên quan sau khi áp dụng biện pháp.
Các phiên điều trần có thể được tổ chức trong giai đoạn này cho các bên trình bày về vấn đề của mình nhằm đạt được sự công bằng hơn.

### Kết luận cuối cùng
Phải được đưa ra đúng với lộ trình điều tra nhằm làm cơ sở cho các phán quyết chính xác.

### Áp dụng biện pháp chống phá giá cuối cùng
Cơ quan điều tra chống bán phá giá phải đưa ra kết luận cuối cùng. Thông thường sẽ có loại 2 kết luận:
- Nếu mức độ phá giá là đáng kể, gây thiệt hại thực thụ với các nhà sản xuất nội địa thì nhà xuất khẩu phải chịu mức thuế chống bán phá giá. Mức thuê này không đồng đều với tất cả các nhà sản xuất mà áp tùy theo từng nhà sản xuất, tùy theo mức phá giá bị kết luận. Tuy nhiên, mức thuế bổ sung không bao giờ cao hơn mức biên độ giá chênh lệch đã xác định; nếu biên độ chênh lệch chỉ bằng và nhỏ hơn 2% thì cũng không bị áp thuế bổ sung; nếu việc áp thuế làm ảnh hưởng đến lợi ích chung của cộng đồng thì cũng không bị áp thuế.
- Nếu kết luận là mức phá giá không đáng kể, không ảnh hưởng thì biện pháp tạm thời được dỡ bỏ, thuế chống bán phá giá không bị áp nữa.

### Rà soát hàng năm
Được tiến hành hàng năm theo yêu cầu các bên nhằm điều chỉnh mức thuế bổ sung hoặc phá bỏ các biện pháp chống phá giá nếu thấy không cần thiết nữa.
Quá trình này các bên liên quan cũng phải hợp tác như lần điều tra đầu tiên.

### Rà soát hoàng hôn/cuối kỳ (Sunset review)
Rà soát hoàng hôn là rà soát được thực hiện ngay trước khi hết thời hạn 5 năm kể từ ngày có quyết định áp thuế chống bán phá giá chính thức hoặc kể từ ngày có kết quả rà soát (nếu rà soát được tiến hành cả về biên phá giá và thiệt hại). Rà soát được thực hiện theo yêu cầu của bên liên quan hoặc theo sáng kiến của chính cơ quan điều tra.
Kết luận của cuộc Rà soát hoàng hôn này sẽ là có áp thuế chống bán phá giá thêm 5 năm nữa hay không. Đây là cuộc điều tra quy mô không kém cuộc điều tra ban đầu với sự hợp tác của tất cả các bên liên quan.

## Chiến tranh cá tra
Trong vụ kiện bán phá giá philê cá tra và cá Basa từ Việt Nam vào Hoa Kỳ kết thúc tháng 7 năm 2003, Việt Nam bị coi là nước có nền kinh tế phi thị trường. Bangladesh được chọn là nước thay thế. DOC (Bộ Thương mại Hoa Kỳ) đã sử dụng giá cá nguyên con tương tự, giá lao động và các yếu tố đầu vào khác, cũng như các chi phí khác và mức lợi nhuận của các cơ sở sản xuất/xuất khẩu phi lê cá của Bangladesh để xây dựng giá trị thông thường của phi lê cá Tra và Basa của Việt Nam. Trong khi đó, đại đa số các nhà sản xuất/xuất khẩu phi lê cá tra và Basa của Việt Nam đều áp dụng quy trình sản xuất khép kín từ khâu ươm giống, nuôi cá, chế biến, đến xuất khẩu dẫn đến giá thành phi lê cá rất thấp. Nếu căn cứ vào các số liệu chi phí sản xuất thực tế ở Việt Nam thì chắc chắn không thể có bán phá giá mặt hàng này từ Việt Nam vào Hoa Kỳ.